# ジョン・セシル (第5代エクセター伯爵)

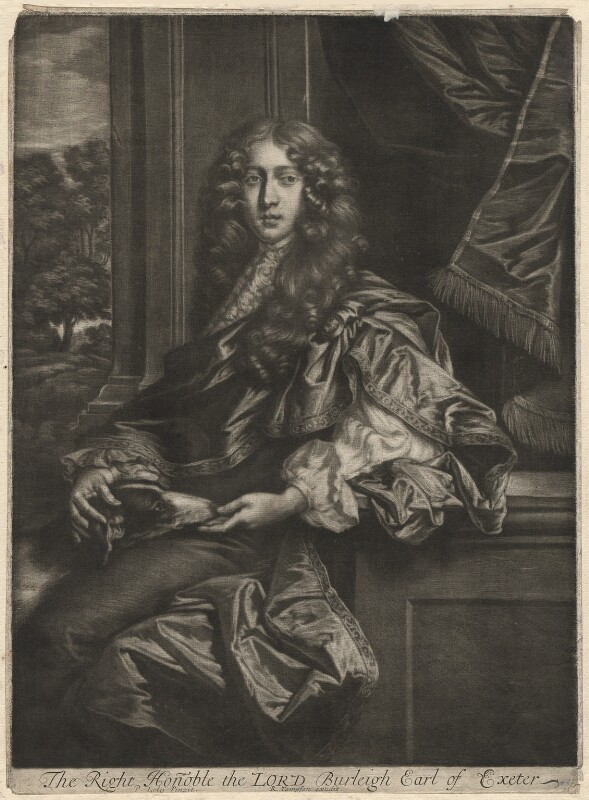
第5代エクセター伯爵ジョン・セシル。ピーター・レリーの作品に基づくメゾチント。

第5代エクセター伯爵ジョン・セシル（英語: John Cecil, 5th Earl of Exeter、1648年ごろ – 1700年8月29日）は、イングランド王国の貴族、政治家。1678年に爵位を継承するまでバーリー卿（Lord Burghley）の儀礼称号を使用した。「旅する伯爵」（Travelling Earl）というあだ名で知られる。

## 生涯

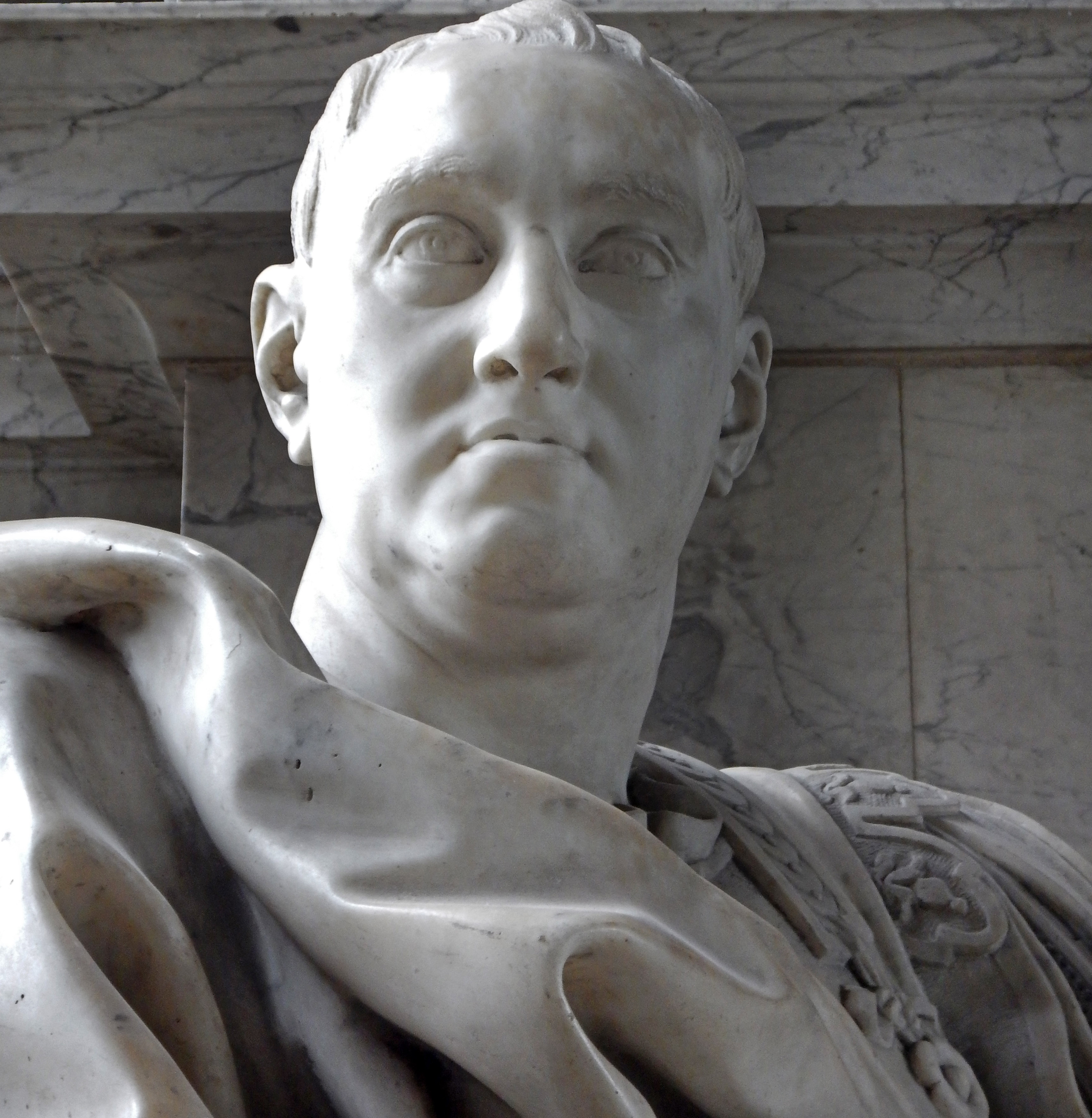
葬式での記念像。ピエール＝エティエンヌ・モンノー作、セント・マルティン教会所蔵。

第4代エクセター伯爵ジョン・セシル（1628年 – 1678年2月1日）と1人目の妻フランシス（Frances、1630年12月2日 – 1669年12月2日、旧姓マナーズ（Manners）、第8代ラトランド伯爵ジョン・マナーズの娘）の息子として、1648年ごろに生まれた。スタンフォード・スクールで教育を受けた後、1667年6月18日にケンブリッジ大学セント・ジョンズ・カレッジに進学した。
地元のノーサンプトンシャーでは1670年から1684年ごろまで治安判事を務め、1675年4月にノーサンプトンシャー選挙区の補欠選挙でイングランド庶民院に当選した。おそらくは無投票当選だった。議会では法案委員会10件に指名された一方、演説は1677年3月2日に義兄のキャヴェンディッシュ卿ウィリアム・キャヴェンディッシュ（のち初代デヴォンシャー公爵）を擁護した一度きりだった。1678年2月1日に父からエクセター伯爵位を継承して、貴族院に移った。1679年3月イングランド総選挙ではスタンフォード選挙区で選挙活動をしたが、貴族院では活動が少なかった。1688年の名誉革命ではウィリアム3世を支持したものの、以降はトーリー党の1人として、ウィリアム・アンド・メアリーへの宣誓を拒否した臣従宣誓拒否者の1人になった。
有名なグランド・ツーリストであり、1679年、1683年、1699年の3度にわたって大陸ヨーロッパに向かい、イタリアで絵画を多数購入した。邸宅であるバーリー・ハウスはイタリア旅行で購入したものに満ちていた。
1700年8月29日に腹膜炎によりパリの近くで死去、10月20日にスタンフォードのセント・マルティン教会に埋葬された。同名の息子ジョン・セシルが伯爵位を継承した。

## 家族

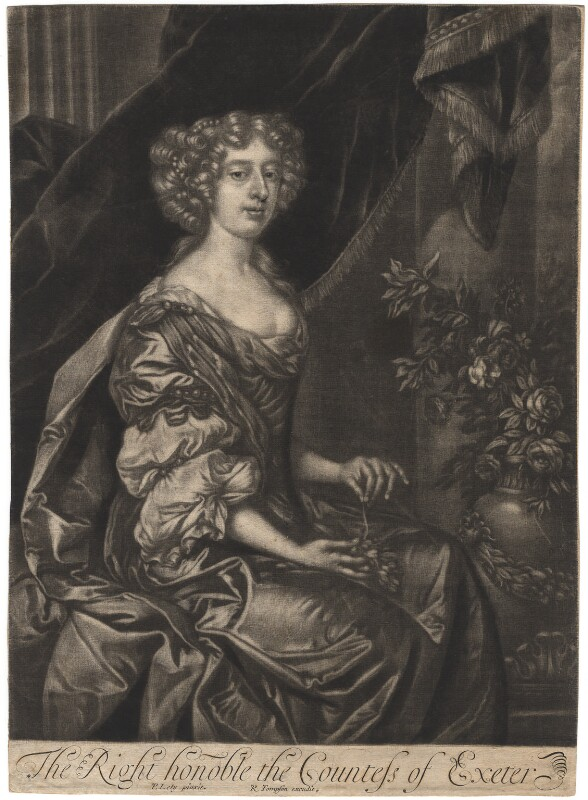
妻アンの肖像画。ピーター・レリーの作品に基づくメゾチント、1690年ごろ。

1670年5月4日、アン・キャヴェンディッシュ（Anne Cavendish、1649年ごろ – 1703年6月10日、第3代デヴォンシャー伯爵ウィリアム・キャヴェンディッシュの娘）と結婚、4男4女をもうけた。
- ジョン（1674年5月15日 – 1721年12月24日） - 第6代エクセター伯爵[5]
- ウィリアム（1682年以前 – 1715年5月6日） - 庶民院議員、生涯未婚[6]
- チャールズ（1683年ごろ – 1726年3月14日） - 庶民院議員、生涯未婚[7]
- エリザベス（1708年没） - 1706年3月30日、第4代オーラリー伯爵チャールズ・ボイルと結婚、子供あり[8]